# Превиато, Джанкарло
Джанкарло Израэл Превиато (порт. Giancarlo Israel Previato; 14 мая 1993, Рибейран-Прету) — бразильский футболист, полузащитник клуба «Санту-Андре».

## Карьера

### Оле Бразил
Джанкарло — атакующий полузащитник (плеймейкер). Начал футбольную карьеру в городе Рибейран-Прету, (штат Сан-Паулу), в котором родился, занимался в футбольной академии ФК «Оле Бразил». Начал играть на профессиональном уровне с 17 лет.

### Дордой
Затем выступал на правах аренды в Кыргызстане за ведущую команду страны — «Дордой» (Бишкек), за которую играл полтора года, став чемпионом, а также обладателем Кубка и Суперкубка этой страны. Самым ярким моментом в карьере бразильца можно назвать ответный матч за Суперкубок Кыргызстана 2012 года, в котором он отличился дублем в ворота «Абдыш-Аты» (Кант).

### Сумы
Имел предложения с итальянской Серии B, но предложение с Украины было более привлекательным. Прежде чем перейти в ФК «Сумы», провёл некоторое время в ФК «Арсенал» (Киев).
Первый матч в составе ФК «Сумы» провел 3 ноября 2013 против УкрАгроКом, в ходе которого провел на поле всего 12 минут.
В летнее трансферное окно из-за невыполнения условий контракта Джанкарло покинул клуб. Предложение поступило от ФК «Олимпик» (Донецк), но, так как в Донбассе проходили боевые действия, Джанкарло отказался и в итоге принял предложение от своего предыдущего клуба «Дордой» (Бишкек), где, по его словам, он стал настоящим профессионалом.
Всего в чемпионате Украины за ФК «Сумы» провел 9 матчей.

### Возвращение в «Дордой»
Во второй раз за «Дордой» Джанкарло дебютировал 5 ноября в финале Кубка Кыргызстана. Первый гол забил в ворота ФК «Алга» на четырнадцатой минуте, а уже через две минуты оформил дубль, матч закончился со счетом 5:0 в пользу «Дордоя».
10 февраля 2015 года Джанкарло дебютировал в Кубке АФК, где «Дордой» из-за отсутствия информации о сопернике ФК «Ахал», выступил неудачно и проиграл (0:1). Сам Джанкарло вышел на поле на 55 минуте, заменив Кайрата Жыргалбек Уулу, имел неплохие шансы забить. Сначала не успел замкнуть передачу Алмазбека Мирзалиева. Затем бразилец, финтами раскидав защитника, вошёл в штрафную и сильно пробил. Мяч пролетел над перекладиной .

## Стиль игры
Благодаря фантастической технике и превосходным передачам неоднократно удостаивался журналистами звания самого техничного футболиста чемпионата Кыргызстана.

## Достижения
- Чемпион Кыргызстана (3): 2011, 2012, 2014
- Обладатель Кубка Кыргызстана (2): 2012, 2014
- Победитель Суперкубка Кыргызстана (1): 2012